# Creatonotos leucanioides
Creatonotos leucanioides là một loài bướm đêm thuộc phân họ Arctiinae, họ Erebidae.